# Ваточник
Ва́точник, или Асклепиас (лат. Asclépias) — род растений семейства Кутровые (Apocynaceae). Более двухсот видов многолетних трав, полукустарников и кустарников из Северной и Южной Америки. Среди них есть и вечнозелёные, и листопадные растения. Млечный сок всех ваточников ядовит (как и чистотел, используется в народной медицине для выведения бородавок). Некоторые виды культивируются как красивоцветущие декоративные растения.
Сильный запах цветов привлекает многих насекомых, особенно сильные консортивные связи у ваточников с бабочками данаида монарх (Danaus plexippus). Ваточнки являются почти исключительными родом кормовых растений для олигофагных гусениц данаиды монарх, которые способны накапливать токсин ваточника карденолид в своём организме и использовать его для защиты от хищников. Яд сохраняется в насекомых даже после трансформации в бабочку и защищает бабочек от птиц.

## Этимология
Семена имеют шелковистые волоски — отсюда русское название рода. Латинское родовое название дано по имени древнегреческого бога медицины и врачевания Асклепия (др.-греч. Ἀσκληπιός).

## Описание
Представители рода — многолетние травы, полукустарники и кустарники. Подавляющее большинство этих многолетних видов являются листопадными, хотя встречаются и вечнозелёные виды. Растения содержат млечный сок.

### Цветы

Цветок ваточника с кормящейся короткощёкой осой Vespula maculifrons. Морфология цветка: 1 — лепесток (листочек, доля венчика), 2 — ножка танслятора, 3 — листочек короны (капюшон), 4 — корпускула транслятора, 5 — листочек короны («коготь»), 6 — гиностегий, 7 — верхушка пыльника, 8 — пыльник

Представители рода образуют одни из самых сложных цветков в растительном царстве, сравнимые по сложности с орхидеями (Orchidaceae). Цветки актиноморфные, обоеполые, самонесовместимые.

#### Стерильная часть цветка
Околоцветник каждого цветка состоит из пяти-раздельной чашечки и пяти-раздельного венчика, помимо этого часто имеется корона, выходящая из середины венчика. Корона может выглядеть по-разному у разных видов, но чаще всего она состоит из пяти вертикальных листочков, которые можно ошибочно принять за лепестки. Листочки короны состоят из «капюшонов», направленных наружу, и «когтей», которые направлены во внутрь. Нектар находится внутри основания «капюшонов». Строение короны оптимизировано для того, чтобы привлечь насекомого-опылителя, и чтобы во время кормления нектаром ножки насекомого соскользнули в щели между листочками короны, где расположены поллинии.

#### Репродуктивная часть цветка
Корона окружают гиностегий , представляющий собой сложную структуру, включающую сросшуюся колонку тычинок (мужские репродуктивные части) и головки столбиков (часть женских репродуктивных частей). Гиностегий образуется путём объединения пыльников всех тычинок в кольцо, прирастающее к утолщенной верхушке очень короткого столбика, называемой рыльцевой головкой, или только слипается с ней. Воспринимающая пыльцу поверхность рыльцевой головки, т. е. собственно рыльце, находится не на её верхушке, как это обычно бывает в других родах цветковых растений, а на её нижней стороне в виде пяти ясно отграниченных от остальной поверхности головки участках. Таким образом, в цветке ваточников рыльце оказывается прикрытым сверху пятигранной конусовидной колонкой (или столбиком) из пыльников.
Пыльники с загнутыми верхушками расположены в щелях между листочками короны. Щели выстланы специальными щетинками, которые направляют органы насекомого проскальзывать глубже в одном направлении. В отличие от большинства цветковых растений, ваточники не имеют порошкообразной пыльцы, а все микроспоры каждого из двух фертильных гнёзд пыльников объединены в мешочковидные комочки, называемые поллиниями, и переносятся при опылении этим «единым пакетом». В щелях пыльников расположены особые переносчики пыльцы, так называемые трансляторы, образованные из затвердевших выделений специальных желёзок на рыльцевой головке. Трансляторы состоят из зажимающего срединного тельца, или «корпускулы», от которой отходит пара ножек, прикрепляющихся к поллиниям правого и левого гнезд двух соседних пыльников. Покидая цветок, насекомое уносит на своих коготках трансляторы с поллиниями.
Размер, форма и цвет листочков короны и верхушек пыльников часто являются важными идентификационными признаками для видов рода.

#### Соцветия
Цветы растений рода Asclepias часто собраны в соцветия, причем все цветоносы по одним данным выходят из одной точки (зонтик), или по другим данным нарастают симподиально, то есть соцветие является зонтиковидной извилиной.

Цветки ваточников
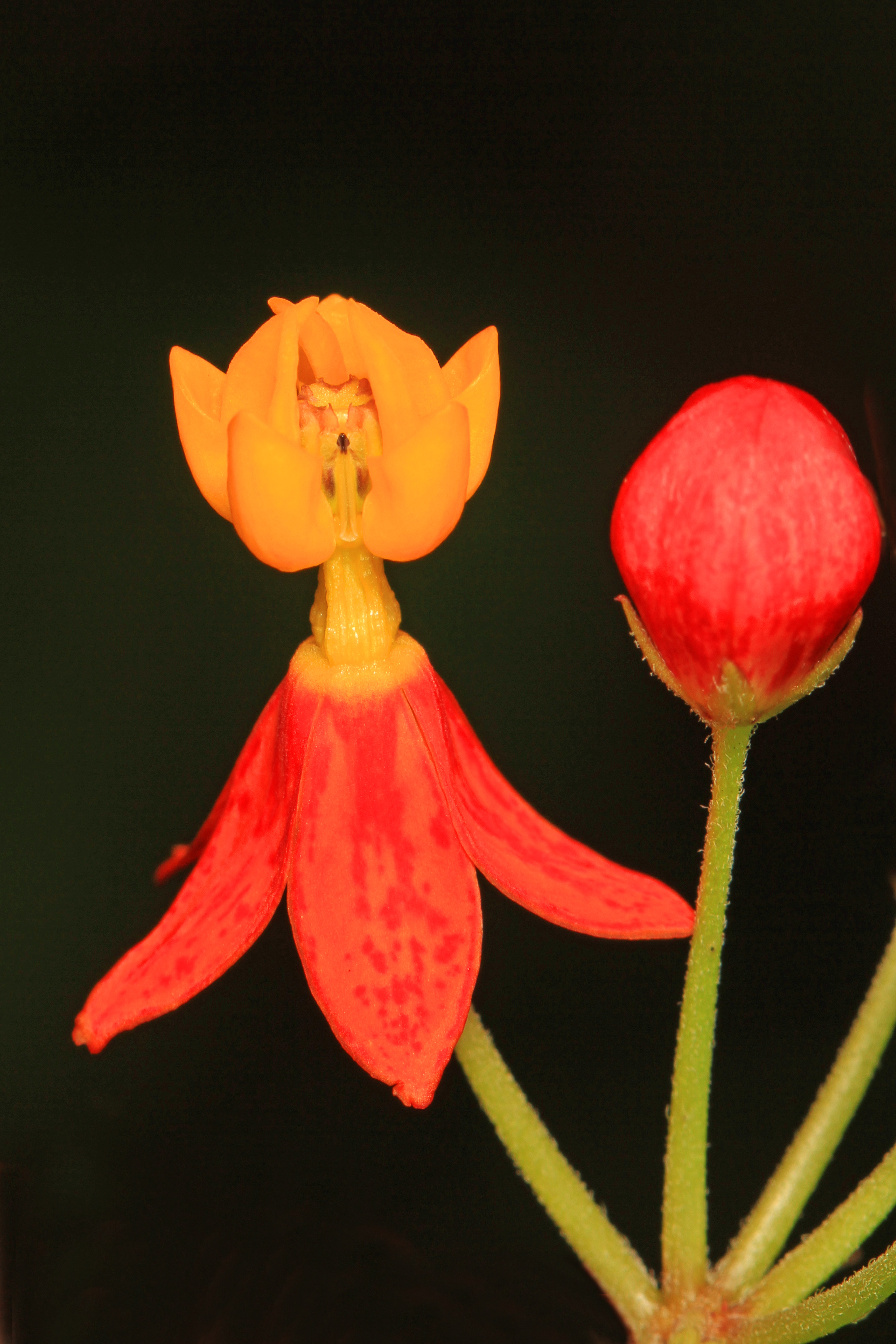
Asclepias curassavica
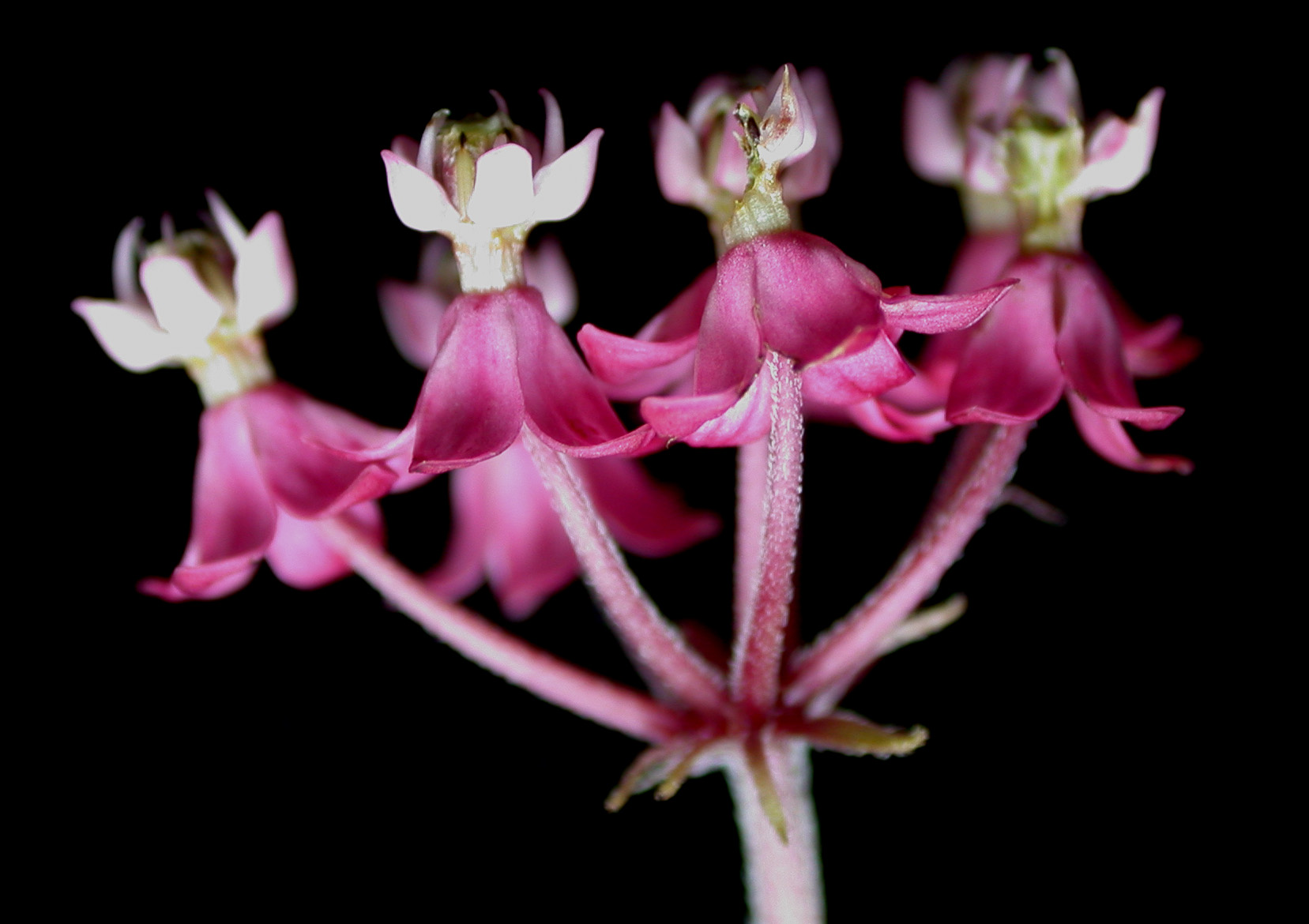
Asclepias incarnata
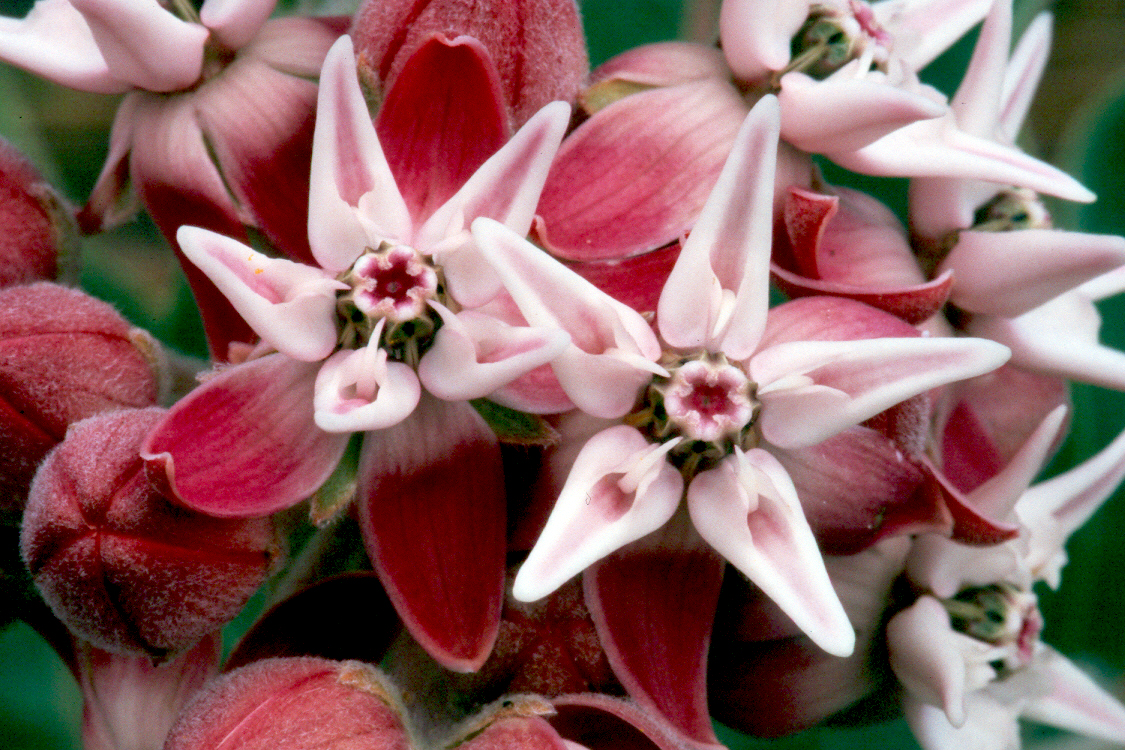
Asclepias speciosa
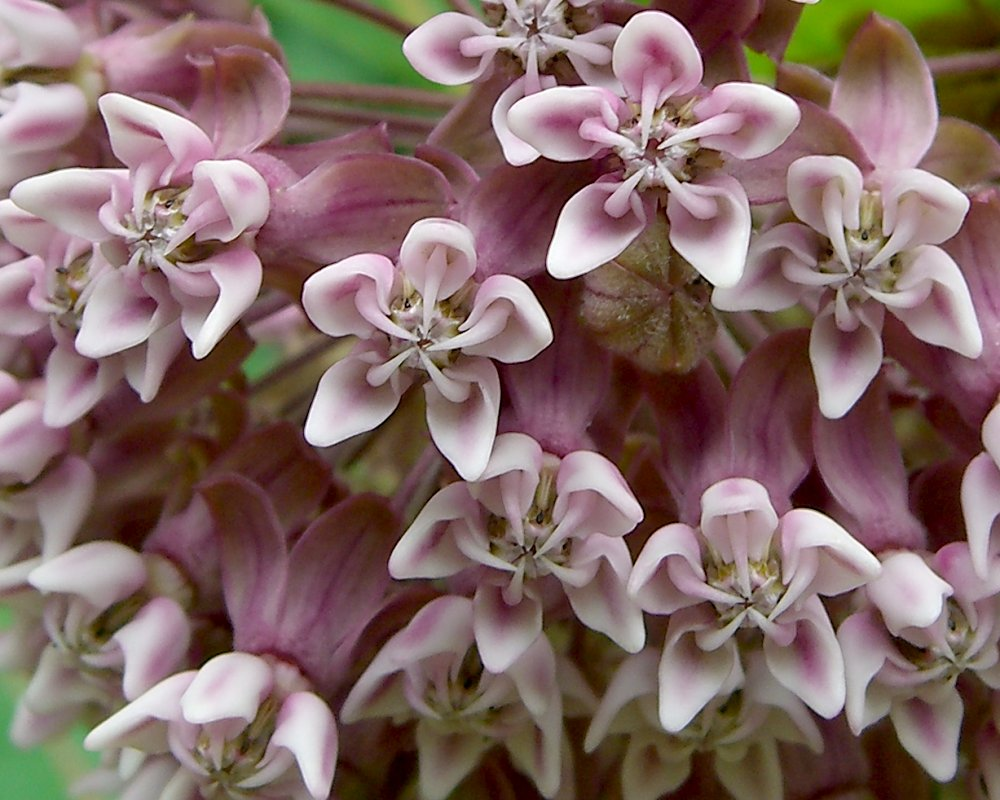
Asclepias syriaca
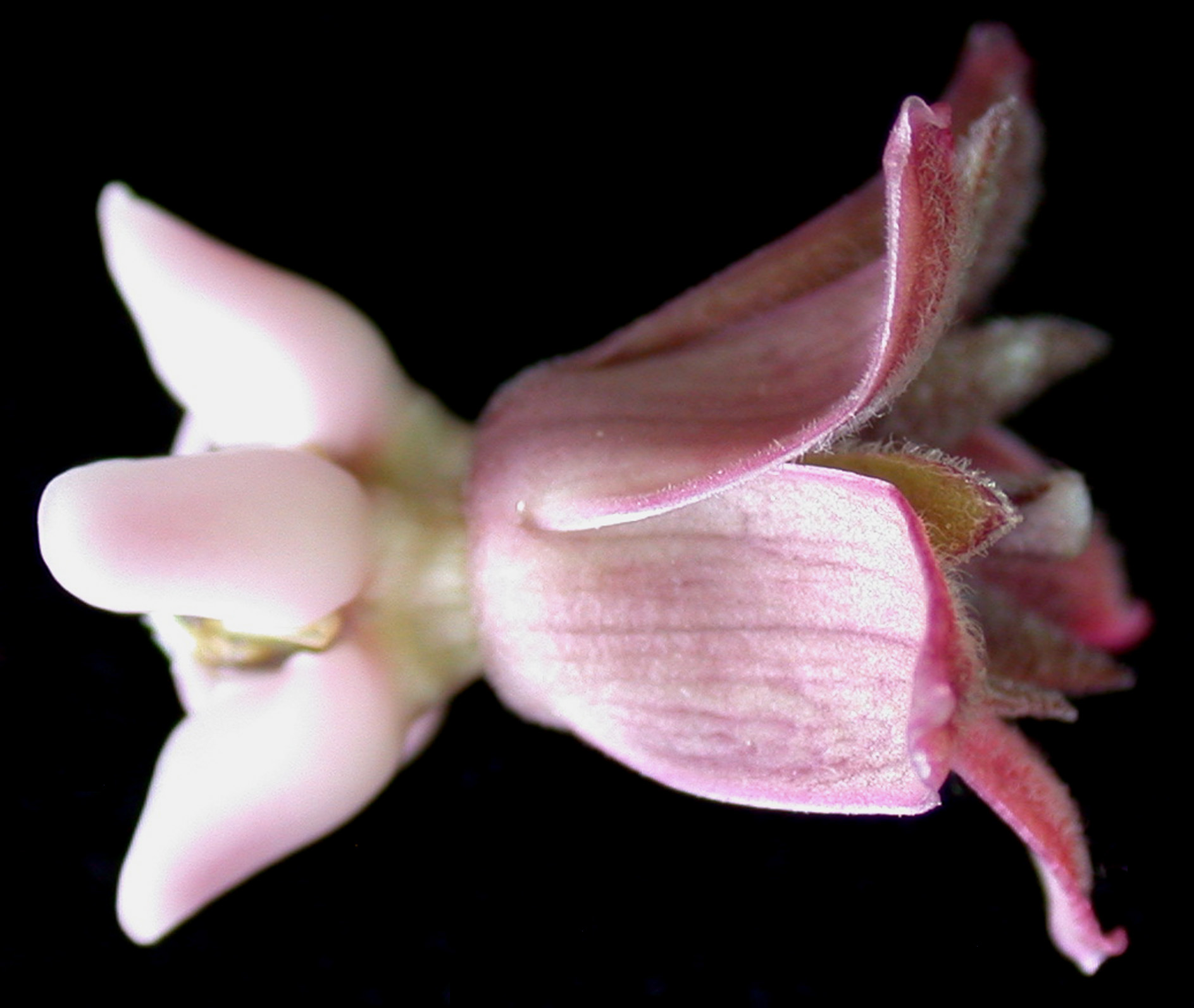
Asclepias syriaca
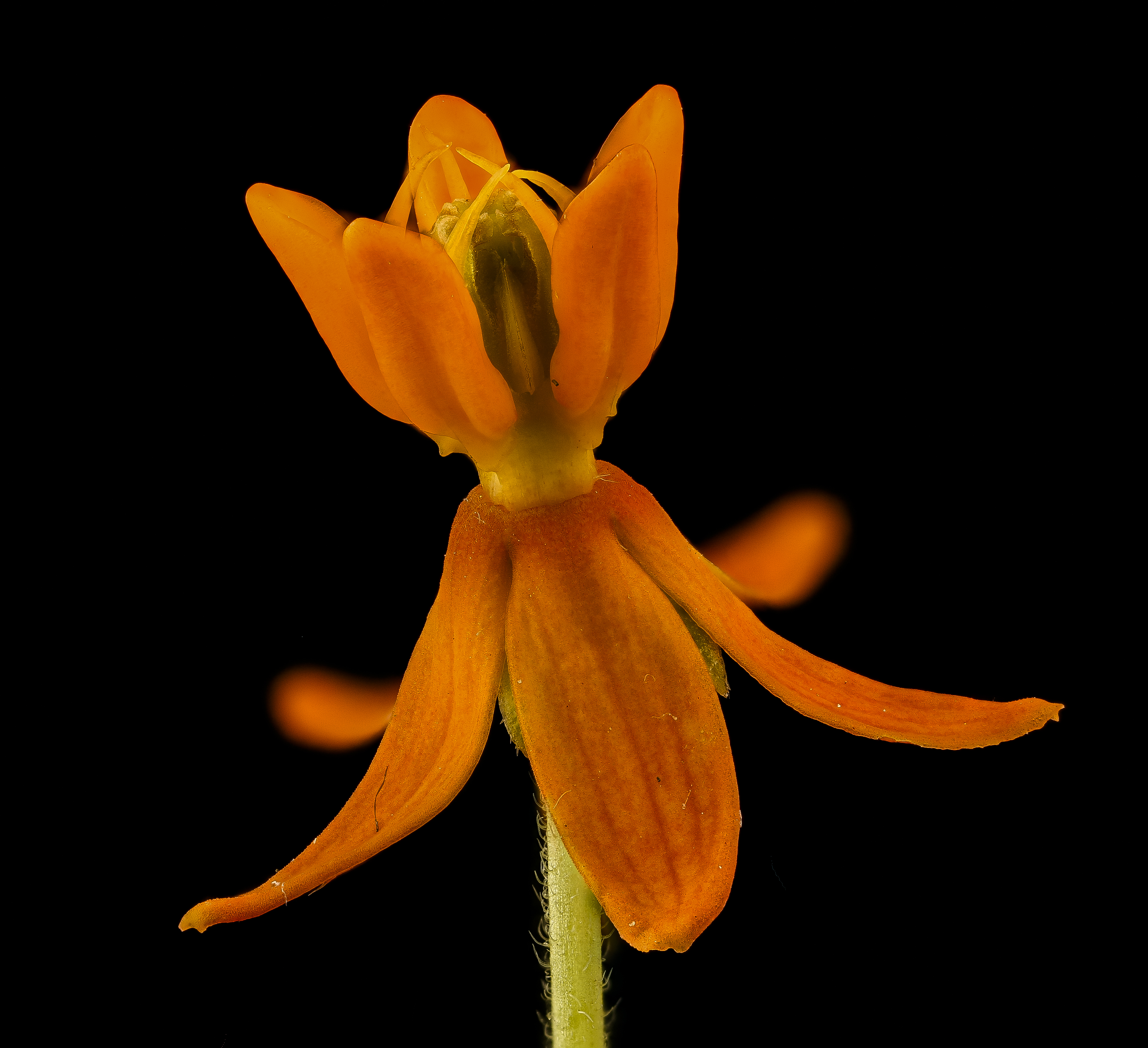
Asclepias tuberosa
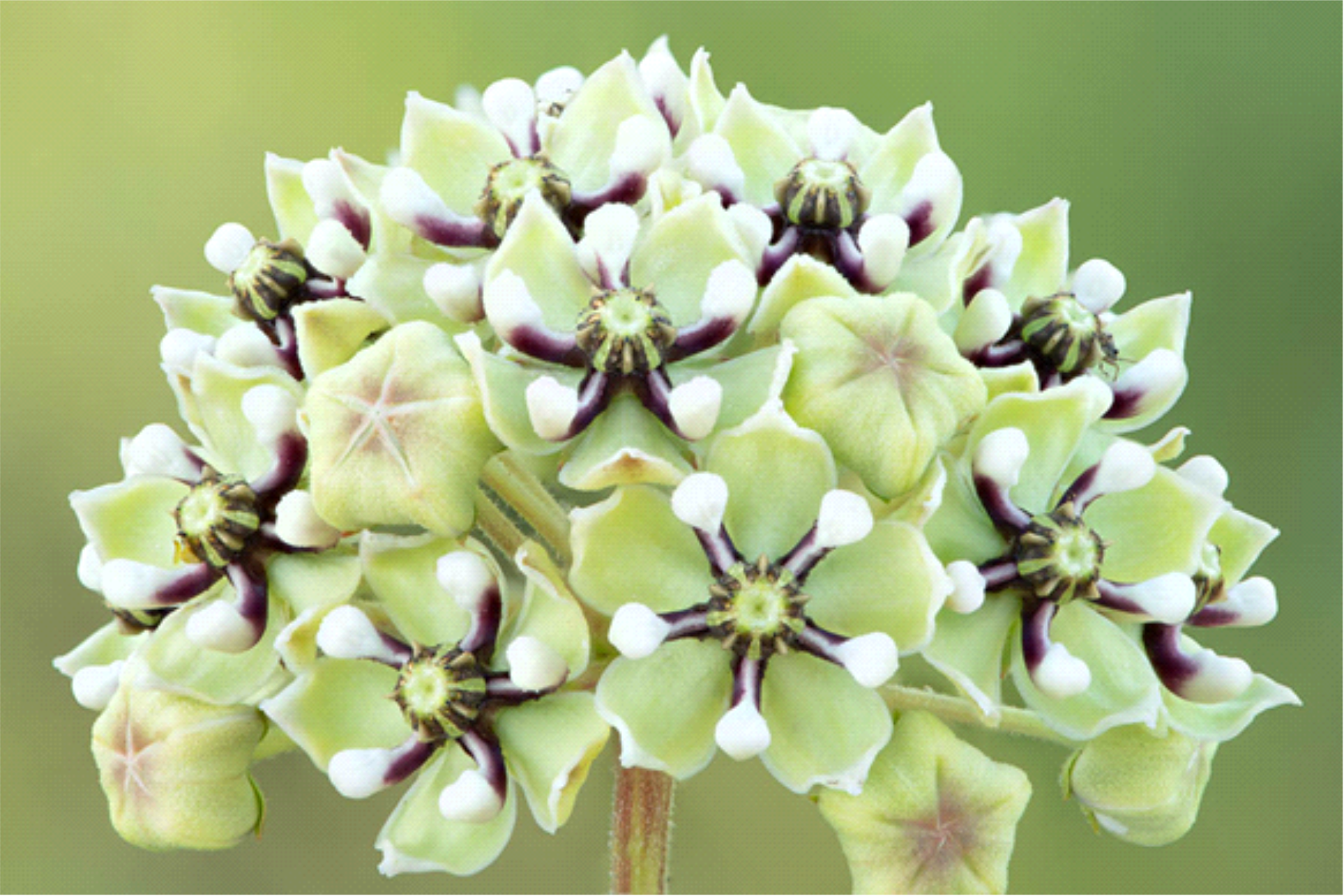
Asclepias asperula

#### Опыление
Опыление в этом роде происходит необычным образом. Посещая богатый нектаром цветок, насекомое стремится закрепиться на гладкой поверхности венчика и гиностегия. Оно наступает в вырезы между нектароносными листочками короны, но отсюда его снабженные коготками ноги или ротовые органы соскальзывают через щели между пыльниками к скрытым в глубине этих щелей корпускулам и зажимаются ими. Стенки стерильных гнёзд пыльников служат при этом как бы направляющими плоскостями. Покидая цветок, насекомое уносит на своих коготках трансляторы с поллиниями, которые механически прикрепляются к нему. При этом насекомое может покинуть цветок при условии, что насекомое достаточно крупное, чтобы создать необходимую тяговую силу, а если нет, насекомое может оказаться в ловушке и погибнуть. Доступ к воспринимающим пыльцу участкам рыльцевой головки, перед которыми находятся так называемые рыльцевые камеры, также открывается через щели между пыльниками. Посещая другой цветок, насекомое вновь попадает ногами в эти щели и заталкивает в рыльцевые камеры поллинии. При вытаскивании ног из щелей ножки транслятора обрываются и поллинии остаются в рыльцевой камере. При этом к ногам насекомого могут прицепиться новые трансляторы с поллиниями.
Крупнотелые перепончатокрылые (пчелы, осы) — самые распространенные и лучшие опылители, на них приходится более 50 % всех опылений Asclepias, в то время как бабочки-монархи, гусеницы которых питаются исключительно ваточниками, плохо опыляют ваточники.

### Плоды
Виды Asclepias производят свои семена в стручках, называемых фолликулами. Семена, расположенные в несколько рядов друг над другом, несут скопление белых, шелковистых, нитевидных волосков, известных паппус («пух», «плюмаж» или «шелк»). Фолликулы созревают и раскрываются, а семена, каждое из которых несет паппус, разносятся ветром. Некоторые, но не все ваточники размножаются клональным (или вегетативным) способом.

### Развитие ваточника
Развитие ваточника сирийского (Asclepias syriaca)

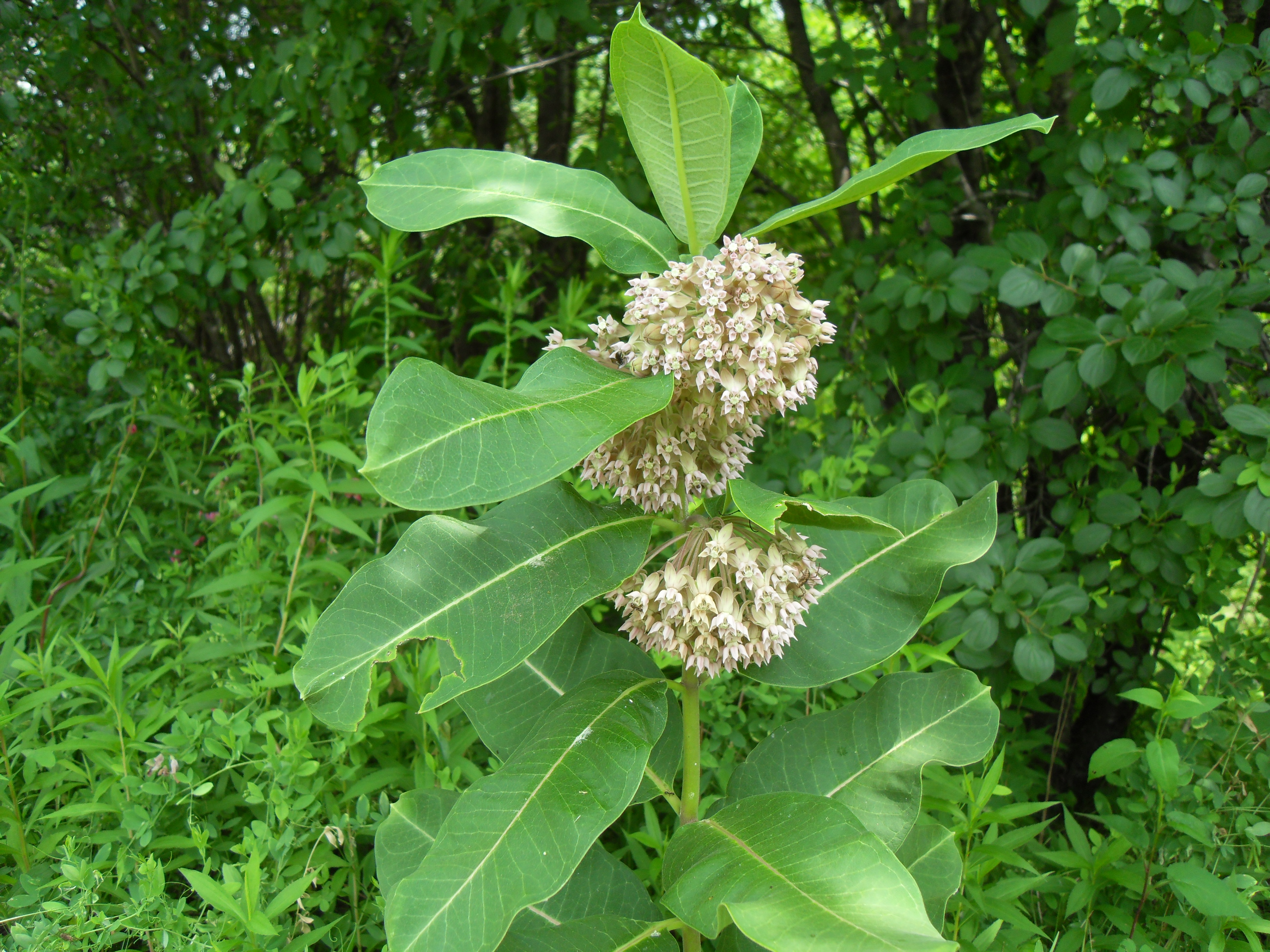
Многолетнее растение высотой до 1,5 м. Начинает цвести в июне и цветет около месяца
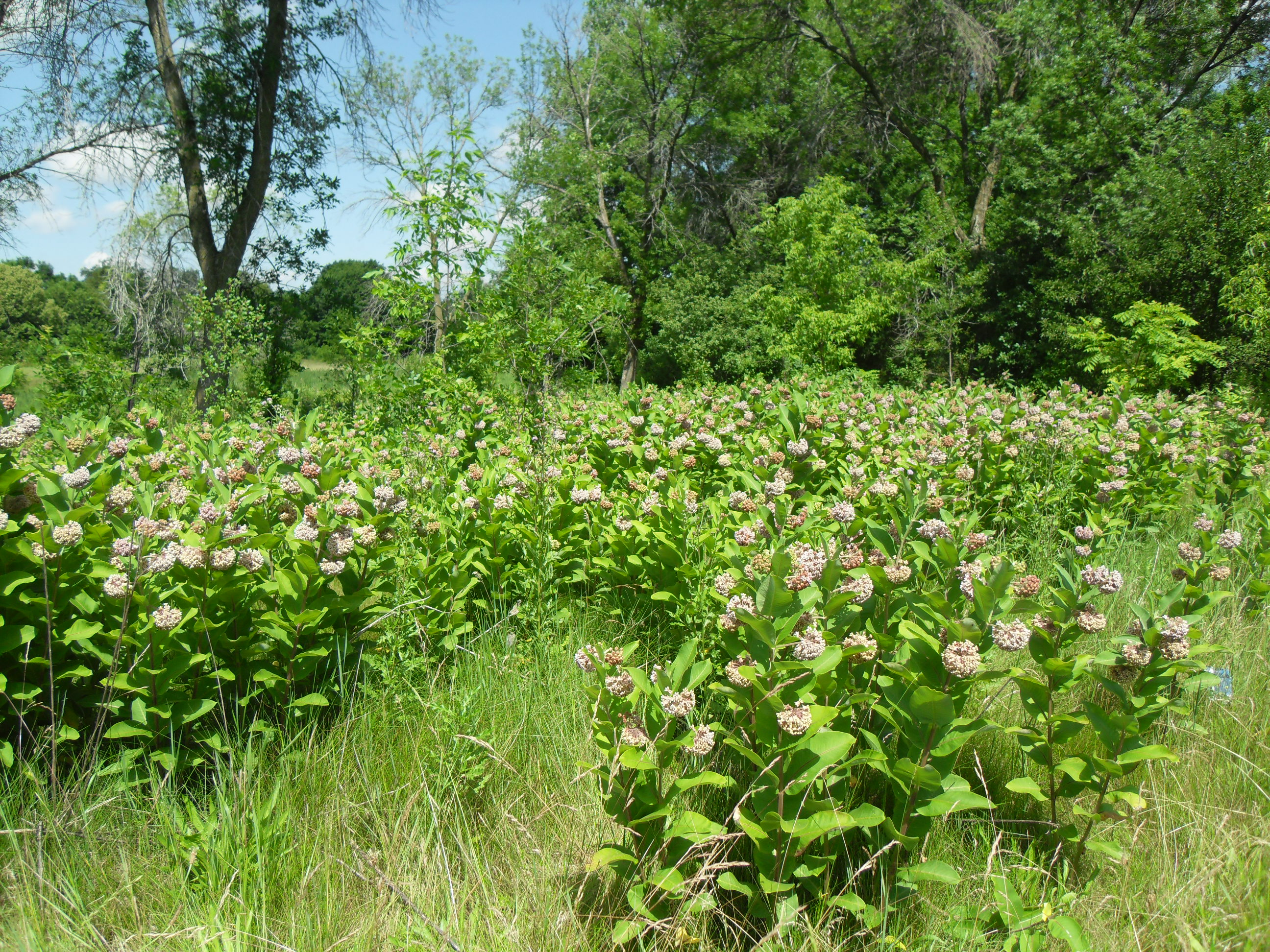
Многолетнее растение высотой до 1,5 м. Родина — восточные штаты США
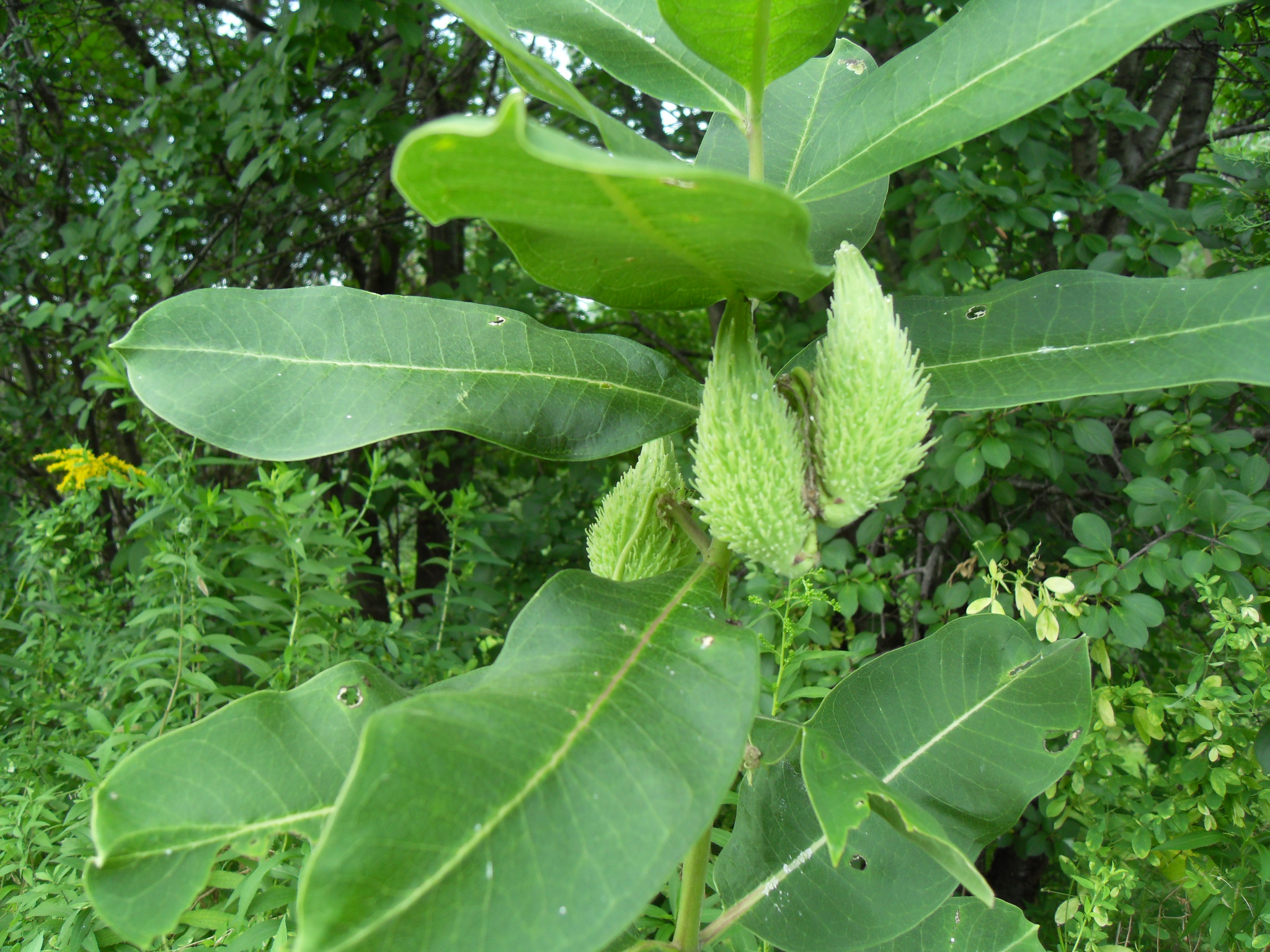
В июле растение образует плоды — вздутые серповидные зеленые коробочки

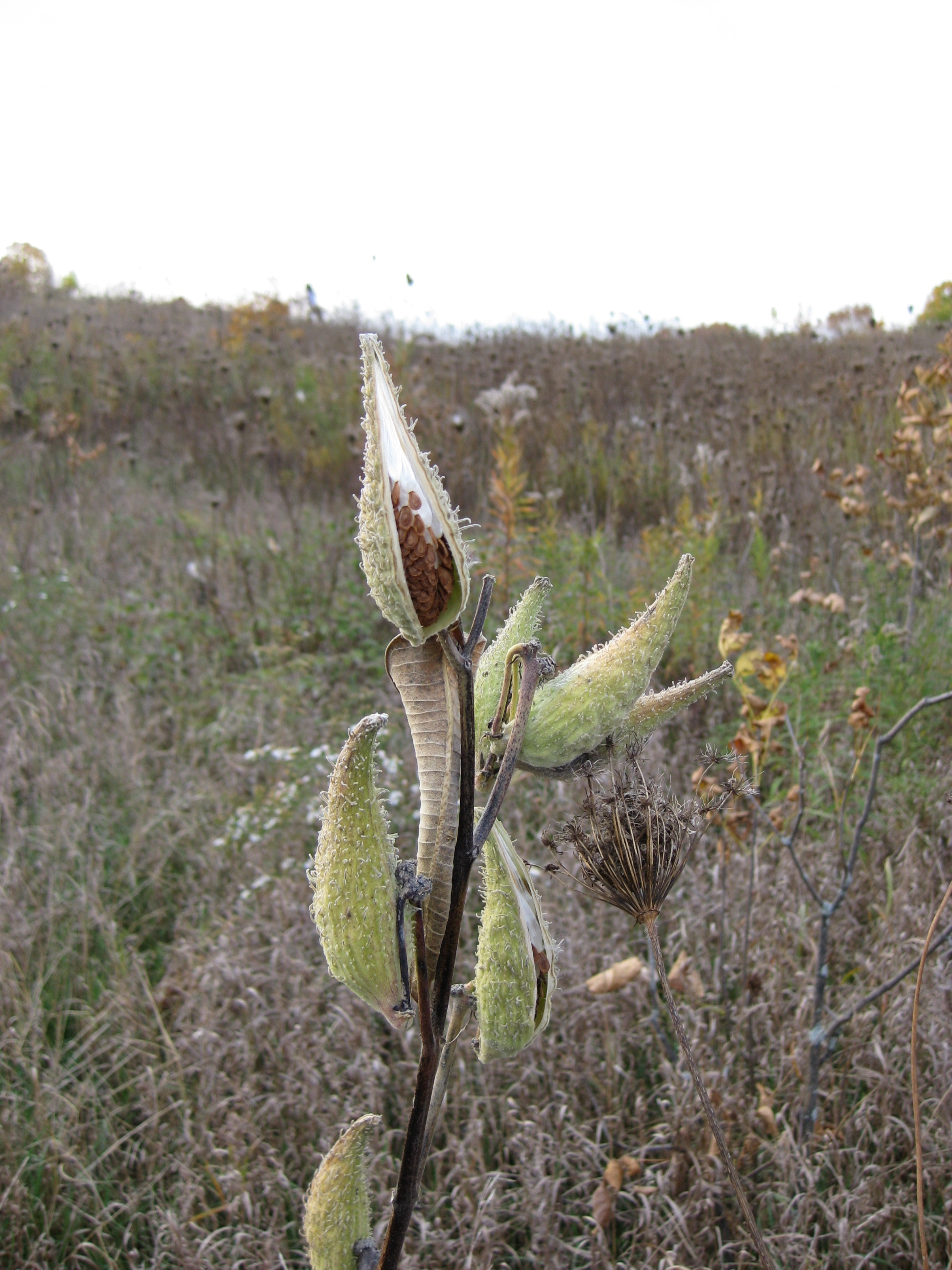
Семена ваточника вызревают засушливой осенью
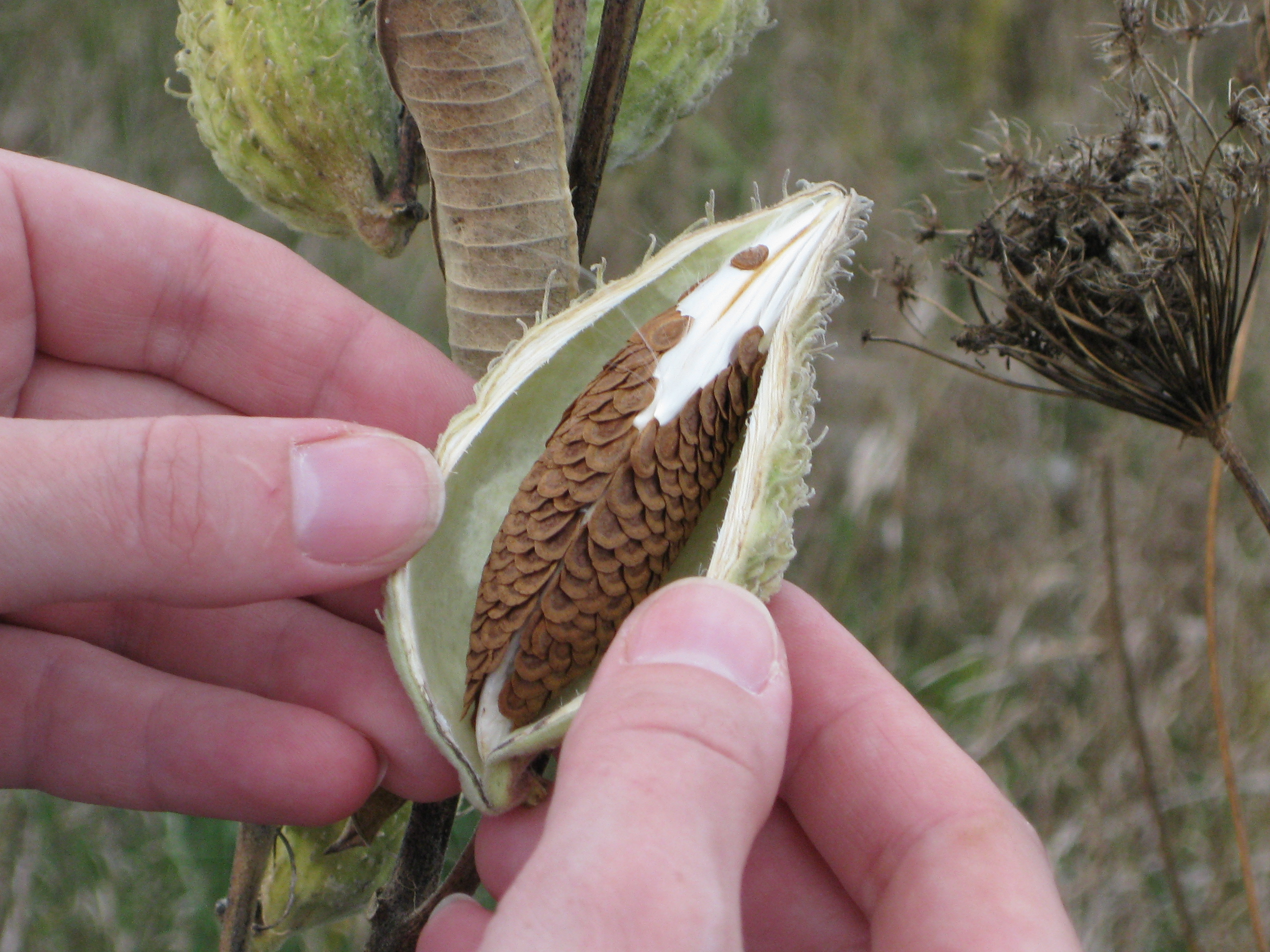
Созревшие плоды-коробочки лопаются вдоль по бокам. На подсохших семенах расправляются белые шелковистые пушинки.
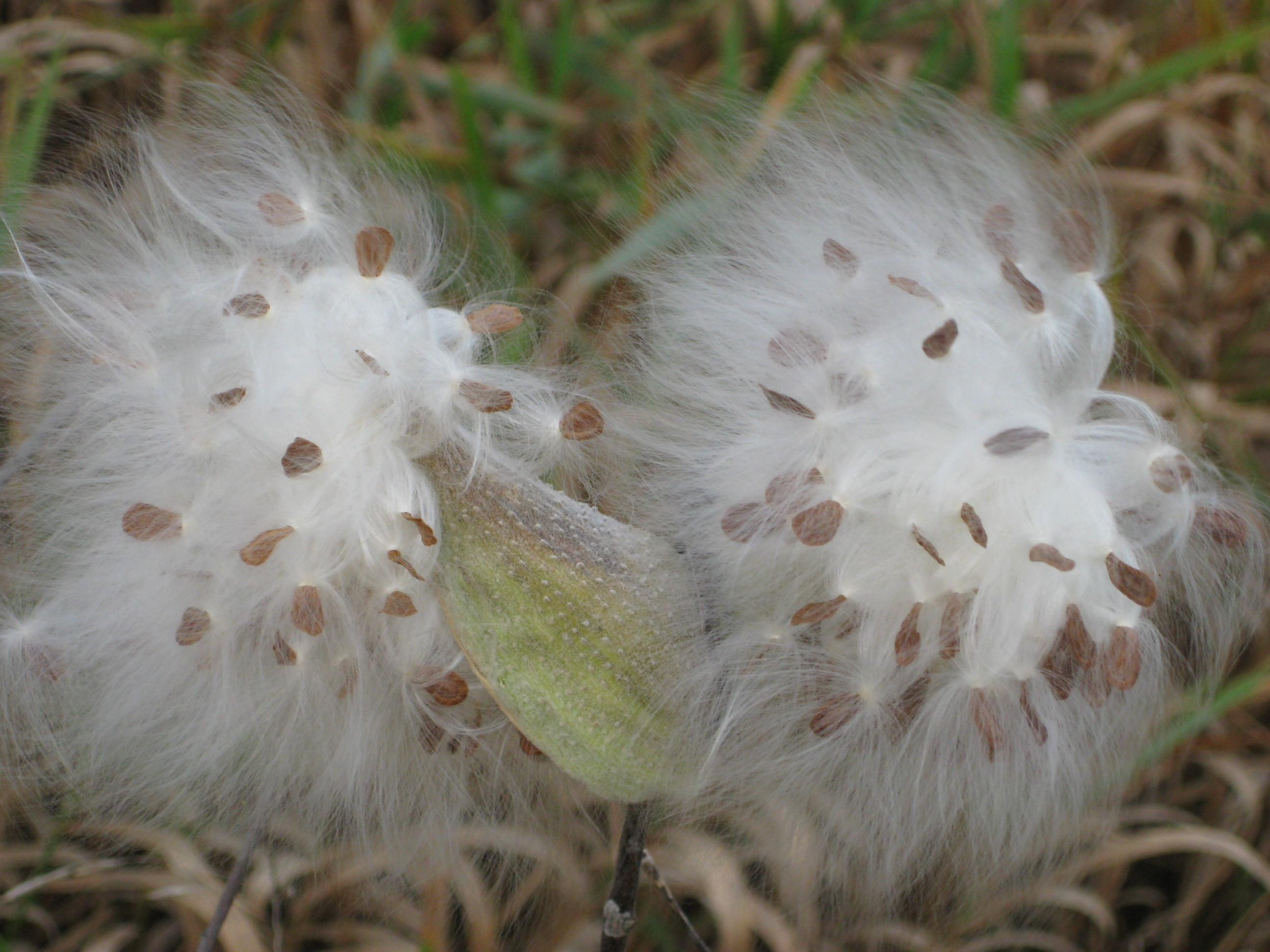
Темно-коричневые семена ваточника покрыты длинными шелковистыми белыми ворсинками-волосками

## Систематика
Ранее род включали в подсемейство Asclepiadoideae семейства Ластовневые (Asclepiadaceae), поэтому представители рода могут встречаться в литературе под устаревшим родовым названием ластовень.

## Хозяйственное значение и применение
Эссенция, приготовленная из свежего корневища ваточника клубненосного, находит применение в гомеопатии.
Некоторые виды ваточника содержат в паренхиматических клетках листьев в млечном соке каучук (до 3,15 % в ваточнике сирийском).
Млечный сок некоторых видов обладает сильным проносным свойством и способен вызвать смертельные отравления у животных.
В листьях ваточника сирийского содержится 0,5—0,9 % аскорбиновой кислоты (1,8—4,8 % на абсолютно сухой вес).
Из склеренхимных волокон стебля изготовляли ткани и бумагу, но это производство является нерентабельным. Растительный шёлк, тоже невысокого качества, можно получить из Asclepias curassavica, но и это широкого применения не нашло.

### Применение у ацтеков

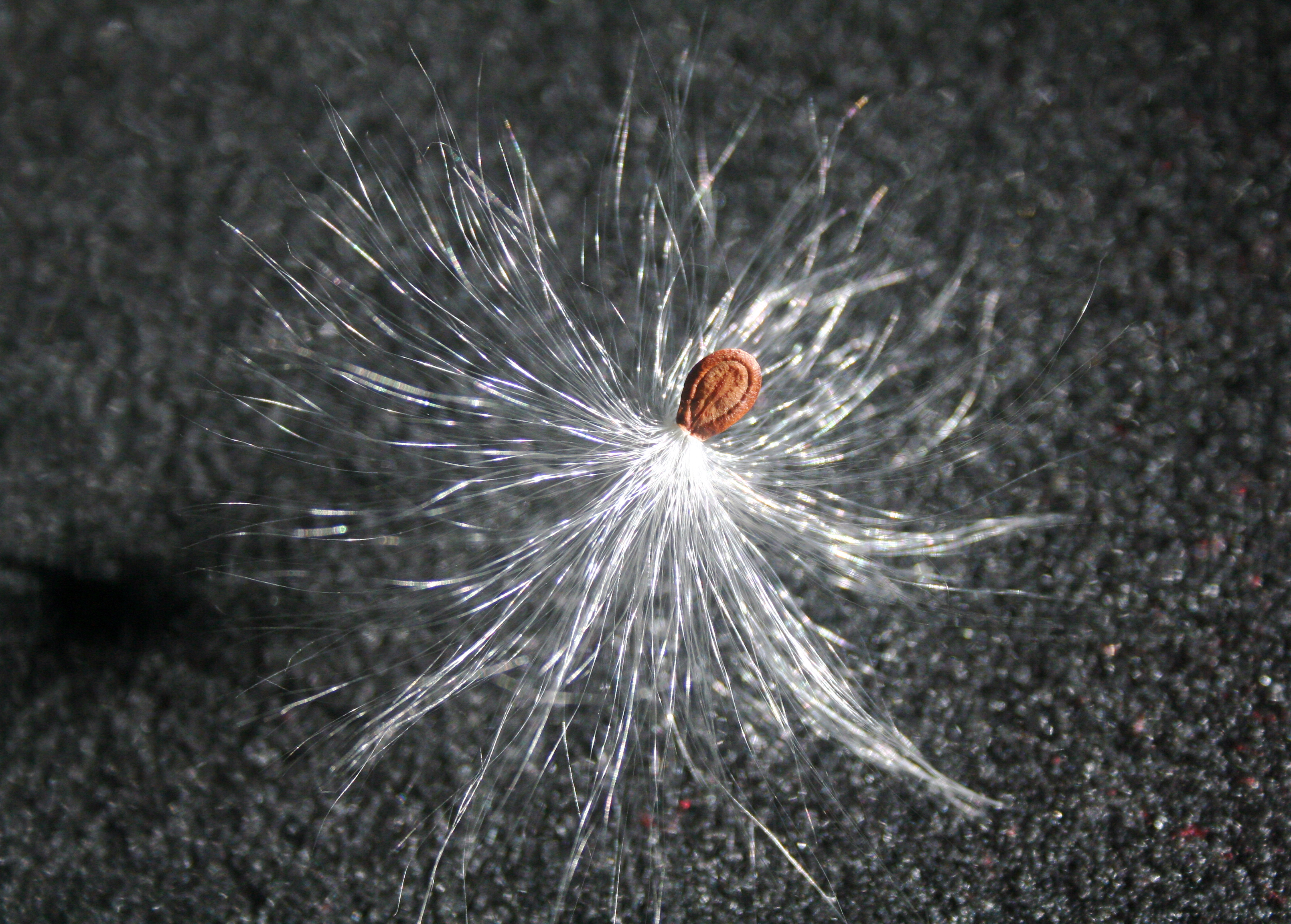
Семя ваточника

В своём фундаментальном произведении «Общая история дел Новой Испании» (1547—1577) Бернардино де Саагун, опираясь на сведения ацтеков о свойствах растений, привёл различные сведения о ваточнике Asclepias linaria Cav., в частности о том, что:
«Опухоли, возникающие из-за смещенных костей, лечатся порошком особых маисовых початков, которые становятся широкими, яшмовыми или светло-коричневыми, на местном языке называющиеся цацапалли, ... куаппачсинтли, сожженные и перемолотые, и, приложив упомянутый порошок тесонпатли к опухоли, сжимают её рукой»

## Виды
По информации базы данных The Plant List (2013), род включает 215 видов. Некоторые из них:
- Asclepias curassavica L. — Ваточник кюрасавский
- Asclepias incarnata L. — Ваточник мясо-красный
- Asclepias linaria Cav.
- Asclepias syriaca L. typus[16] — Ваточник сирийский
- Asclepias tuberosa L. — Ваточник клубненосный